# Marcin Kadej
Marcin Kadej (ur. 21 października 1978) – polski biolog, profesor nauk biologicznych, dziekan Wydziału Nauk Biologicznych Uniwersytetu Wrocławskiego, przewodniczący rady dyscypliny nauki biologiczne Uniwersytetu Wrocławskiego i kierownik Pracowni Biologii i Entomologii Sądowej.

## Życiorys
W latach 2002–2005 ukończył studia biologiczne i zarządzania jakością w przemyśle żywnościowym na Uniwersytecie Wrocławskim i w Akademii Rolniczej we Wrocławiu, 18 grudnia 2008 obronił pracę doktorską Rewizja i klasyfikacja rodzaju Anthrenus O.F. Müller, 1764 (Coleoptera, Dermestidae), 21 lutego 2019 habilitował się na podstawie pracy zatytułowanej Studia nad młodocianymi stadiami chrząszczy, ze szczególnym uwzględnieniem Dermestidae (Insecta: Coleoptera), 29 lutego 2024 postanowieniem Prezydenta RP otrzymał tytuł profesora w dziedzinie nauk ścisłych i przyrodniczych w dyscyplinie nauki biologiczne.
W 2009 został zatrudniony na stanowisku asystenta, a potem w 2010 na stanowisku adiunkta w Instytucie Biologii Środowiskowej na Wydziale Nauk Biologicznych Uniwersytetu Wrocławskiego.
Jest wiceprezesem Polskiego Towarzystwa Biokontroli Komarów i przewodniczącym Rady Dyscypliny Naukowej - Nauk Biologicznych Uniwersytetu Wrocławskiego.
W 2020 awansował na profesora uczelni, a także dziekana i przewodniczącego rady dyscypliny nauki biologiczne na Wydziale Nauk Biologicznych Uniwersytetu Wrocławskiego.

## Wybrana twórczość
Jest współautorem publikacji Pszczoły w mieście: trzmiele Wrocławia oraz Obszary Natura 2000 na Dolnym Śląsku.